# 文德尔施泰因
文德尔施泰因是德国巴伐利亚州的一个市镇。总面积50.92平方公里，总人口15685人，其中男性7625人，女性8060人（2011年12月31日），人口密度308人/平方公里。